# 後窗 (1998年電影)
《後窗》（英語：Rear Window）是一部1998年美國犯罪驚悚電視電影，由傑夫·布萊克納執導，賴瑞·葛洛斯和艾瑞克·歐文麥爾编剧，改編自1954年亞弗列·希治閣執導的同名經典電影，其又改編自康奈爾·伍里奇的短篇小說《肯定是谋杀》。本片1998年11月22日在美國由美国广播公司播出，由克里斯托弗·里夫、戴露·漢娜和罗伯特·佛斯特主演，也是克里斯托弗·里夫出演的最后一部电影。

## 剧情
四肢癱瘓的贾森·肯普曾是一名建筑师，現在只能坐輪椅，他通過偷窺來緩解日常生活的無聊。他從公寓的後窗窺探鄰居，一天他目睹雕塑家朱利安·索普惡毒地毆打他的妻子艾琳，便拨打911報警让警察把索普從家裡帶走。索普第二天獲釋，当晚贾森·肯普聽到院子里傳來令人毛骨悚然的尖叫聲。從那一刻起，艾琳就從她的公寓裡失踪了，另一個女人顶替了她的身份。贾森確信她是被她丈夫謀殺的，他試圖讓他的同事克勞迪婭、護士安東尼奧和朋友查利相信他的懷疑是真的。索普慢慢意識到肯普完全了解他的罪行，开始與他進行一場致命的貓捉老鼠遊戲，想要讓他永遠保持沉默。

## 演员
- 克里斯托弗·里夫 饰 贾森·肯普
- 戴露·漢娜 饰 克劳迪娅·亨德森
- 罗伯特·佛斯特 饰 查利·穆尔侦探
- 魯賓·聖地亞哥-哈德森（英语：Ruben Santiago-Hudson） 饰 安东尼奥·弗雷德里克斯
- 安妮·托米（英语：Anne Twomey (actor)） 饰 利拉·肯普
- 里奇·柯斯特 饰 朱利安·索普
- 艾利森·麥基 饰 艾琳·索普 / 艾琳的姐妹

## 制作

### 选角
贾森·肯普的角色是克里斯托弗·里夫繼1995年陣亡將士紀念日騎馬摔倒致癱瘓後首次参演電影。片中詳細描绘他的角色康復的場景是基於他自己的物理治療經歷。在片場，這位演員達到了個人里程碑：第一次在不插上呼吸机的情況下說話。

### 拍摄
《後窗》是在紐約州白原市的伯克康复中心（里夫接受治療的地方）和揚克斯的兩個改建的奧的斯電梯倉庫拍攝的。有的場景也在紐華克的新澤西表演藝術中心拍攝。

## 荣誉
| 奖项           | 类别                                 | 人物            | 结果 |
| -------------- | ------------------------------------ | --------------- | ---- |
| 金球獎         | 最佳男主角 - 迷你劇或電視電影        | 克里斯托弗·里夫 | 提名 |
| 黃金時段艾美獎 | 限定劇集、電影或特別節目傑出音樂創作 | 大衛·希爾       | 提名 |
| 美國演員工會獎 | 迷你劇或電視電影男演員傑出表演       | 克里斯托弗·里夫 | 獲獎 |
| 愛倫·坡獎      | 最佳電視長片或迷你劇                 | 賴瑞·葛洛斯     | 提名 |
| 愛倫·坡獎      | 最佳電視長片或迷你劇                 | 艾瑞克·歐文麥爾 | 提名 |
| 愛倫·坡獎      | 最佳電視長片或迷你劇                 | 康奈爾·伍里奇   | 提名 |